# Torneo de Linz 2014
El Generali Ladies Linz 2014 es un torneo de tenis que se juega en canchas duras bajo techo. Es la 28ª edición de la Generali Ladies Linz, y es parte de los torneos internacionales de la WTA Tour de 2014. Se llevará a cabo en Linz, Austria, del 6 de octubre el 12 de octubre de 2014.

## Cabezas de serie

### Individual Femenino
| Tenista                    | Ranking | Preclasificada |
| Eugenie Bouchard           | 7       | 1              |
| Ana Ivanovic               | 9       | 2              |
| Dominika Cibulková         | 13      | 3              |
| Lucie Šafářová             | 15      | 4              |
| Andrea Petkovic            | 17      | 5              |
| Carla Suárez Navarro       | 18      | 6              |
| Barbora Záhlavová-Strýcová | 28      | 7              |
| Karolína Plíšková          | 29      | 8              |

### Dobles femeninos
| Tenista                             | Ranking | Preclasificada |
| Caroline Garcia Monica Niculescu    | 71      | 1              |
| Anna-Lena Grönefeld Alicja Rosolska | 89      | 2              |
| Karolína Plíšková Kristýna Plíšková | 94      | 3              |
| Marina Erakovic Paula Kania         | 1116    | 4              |

## Campeonas

### Individual femenino
Karolína Plíšková venció a  Camila Giorgi por 6-7(4-7), 6-3, 7-6(7-4)

### Dobles femenino
Raluca Olaru /  Anna Tatishvili vencieron a  Annika Beck /  Caroline Garcia por 6-2, 6-1